# Lei de Conformidade Tributária de Contas Estrangeiras
A Lei de Conformidade Tributária de Contas Estrangeiras (em inglês:  Foreign Account Tax Compliance Act (FATCA)) é uma lei federal norte-americana que prevê a obrigatoriedade de instituições bancárias estrangeiras fornecerem dados de seus
correntistas às autoridades americanas, desde que esses correntistas sejam também cidadãos norte-americanos.

## A FATCA
Contribuintes norte-americanos são obrigadas a declarar e pagar impostos, ainda que residentes em outros países e sem rendas auferidas dos EUA. A FATCA visa combater a evasão fiscal exigindo que bancos estrangeiros reportem dados bancários de pessoas do Estados Unidos.
As instituições financeiras podem encaminhar os dados diretamente ao Fisco americano, ou podem utilizar o Fisco local como intermediário
nessa tarefa. As instituições que descumprirem essas diretivas sujeitam-se a verem remessas de bancos americanos serem taxadas em 30% do valor.
Segundo o sitio do Departamento do Tesouro americano, há vários tipos de acordo previstos, sendo divididos em Modelo 1 e 2. A maioria dos países assinou, até agora, o primeiro .
O Fisco americano (Internal Revenue Service – IRS), que é um dos destinatários mais importantes das informações bancárias, apresenta em seu sítio os requisitos da lei tanto para cidadãos quanto para instituições financeiras e governos.

## No Brasil
Todas as instituições financeiras, em todo o mundo, estão sujeitas à lei americana do FATCA, sob pena de terem tarifadas nas operações efetuadas com instituições em solo americano. No Brasil não é diferente, pois o governo brasileiro assinou um IGA (Acordo de Cooperação Intergovernamental) com o governo americano para a troca dessas informações.
O acordo foi promulgado no Brasil por meio do DECRETO Nº 8.506, DE 24DE AGOSTO DE 2015 , a partir do Acordo para Melhoria da Observância Tributária Internacional e Implementação do FATCA, firmado em Brasília, em 23 de setembro de 2014. 
Segundo a consultoria PWC, o acordo é um modelo 1-A recíproco: “Isso significa que o Brasil e os EUA trocarão automaticamente, a cada ano, informações sobre titulares de contas (que instituições financeiras em cada país fornecerão para o seus governos, conforme exigido pela legislação local)” No Brasil, a Receita Federal fará o papel de captar as informações
das instituições financeiras e repassar ao IRS. Do ponto de vista legal, o mecanismo para essa coleta é a lei complementar no.105/2001 ,
que já era utilizada para a requisição de informações bancárias pelo Fisco brasileiro.
Curioso é que a LC 105/2001 vinha sendo alvo de ADINs (Ações Diretas de Inconstitucionalidade) no Supremo Tribunal Federal . As ADINs 2386 ,
2390 e 2397 questionavam a “quebra de sigilo bancário” pelo Fisco como afronta à proteção do artigo 5o. Incisos X e XII (intimidade, vida privada; sigilo dos dados) da Constituição Federal
. Com a celebração do acordo de cooperação no âmbito do FATCA, que utiliza a LC 105/2001 para operacionalizar a troca de informações, a polêmica teria ficado superada.
A Receita Federal do Brasil divulgou informações sobre o Acordo em seu sitio, em relação à ampliação de seu poder fiscalizatório, dada a troca de informações financeiras de forma automática com os Estados Unidos. Segundo o Coordenador-Geral de Relações Internacionais da Receita Federal, Flávio Antônio Araújo, o acordo "vai facilitar muito o trabalho do órgão na detecção de evasão de rendimentos auferidos no exterior, na medida em que
teremos informações sobre contas correntes, rendimentos de aplicações financeiras, de ganhos de capital ou aqueles obtidos em bolsas, aluguéis, que transitem em contas bancárias no Estados Unidos"..